# Никита Михалков
Никита Сергејевич Михалков (рус. Никита Сергеевич Михалков; Москва, 21. октобар 1945) руски је филмски аутор и глумац. Михалков је троструки лауреат Државне награде Руске Федерације (1993, 1995, 1999) и прималац ордена „За заслуге према отаџбини“.
Никита Михалков је освојио Златног лава Венецијанског филмског фестивала (1991) и био је номинован за Оскара (1993) у категорији најбољи међународни играни филм за филм Близу раја. Он је добитник је Оскара (1995) за најбољи филм на страном језику и Велике награде Филмског фестивала у Кану (1994) за филм Спаљени од сунца. Михалков је добио „Посебног лава” Венецијанског филмског фестивала (2007) за допринос кинематографији и номинован за Оскара за филм 12 (2007). У јануару 2023. године, Украјина је увела санкције Никити због његове подршке Руској инвазији на Украјину 2022.

## Михалковљева породица
Михалков је рођен у угледној умјетничкој породици. Његов прадјед био је царски управник Јарославља, чија је мајка била принцеза из породице Галицин (рус. Голицыны). Никитин отац, Сергеј Михалков, је најпознатији као писац дјечје литературе и аутор текста химне Совјетског Савеза и текста химне Русије. Никита мајка, пјесникиња Наталија Петровна Кончаловски, ћерка је авангардног умјетника Пјетра Кончаловског и унука још једног изванредног сликара Василија Сурикова. Никитин старији брат је филмски радник Андреј Кончаловски, познат по својој сарадњи са Андрејом Тарковским и својим холивудским акционим филмовима, као што је Runaway Train.

## Биографија

### Рана глумачка каријера
Михалков је учио глуму у дјечјем студију Московског умјетничког театра и касније у Шукиновој школи Вахтанговог позоришта. Још као студент појавио се у филму Ђорђа Данелија Я шагаю по Москве (1964) и филму његовог брата Андреја Кончаловског Дворянское гнездо (1969). Био је на путу да постане звијезда Совјетског позоришта и биоскопа.

### Почеци режирања
Уз наставак глумачке каријере, уписао се у Свесовјетски државни институт кинематографије (сада познат као Герасимов институт кинематографије), гдје је студирао режију код Михаила Рома, који је био професор и његовом брату и Андреју Тарковском. Режирао је свој први кратки филм 1968. године ... А я уезжаю домой, и свој дипломски С покойный день в конце войны 1970. године. Михалков се појавио, као глумац, у преко двадесет филмова, укључујући филм свог брата Ујка Вања (1972), прије него се појавио као косценариста, режисер и глумац у свом првом већем остварењу Свой среди чужих, чужой среди своих из 1974. године, „црвеном вестерну“ смјештеном у период после грађанског рата у Русији.

### Стицање међународне репутације
Михалков је стекао међународну репутацију својим другим остварењем Раба любви (1976). Смјештен у 1917. годину, филм прати покушаје филмске екипе да сними нијему мелодраму у одмаралишту док су окружени Револуцијом. Филм, базиран на посљедњим данима звијезде нијемог филма Вере Колоднаје, био је високо рангиран након издавања у САД.
Михалков сљедећи филм, Неоконченная пьеса для механического пианино (1977. година) је његова адаптација Чеховог раног дијела Платонов, и освојио је прву награду на Филмском фестивалу у Сан Сабестијану. У 1978. години, док је глумио у братовљевом епском филму Сибириада, режирао је и филм Пять вечеров, љубавну причу о пару растављеном због Другог свјетског рата, који се среће послије осамнаест година. Његов следећи филм Обломов, са Олеком Табаковим у главној улози, базиран је на класичној новели Ивана Гончарева о младом лијеном племићу који одбија да устане из кревета. Филм Родня из 1981. године је комедија о провинцијалки у Москви која се бави компликованим односима међу њеном родбином. Без свидетелей, филм из 1983. године, прати дуг ноћни разговор између жене (глуми је Ирина Купченко) и њеног бившег супруга (Михаил Уљанов) када се случајно задесе закључани у соби.
У раним 80-има, Михалков је наставио своју глумачку каријеру појавивши се у изузетно популарним филмовима Елдара Ризанова Вокзал для двоих (1982. година) и Жестокий романс (1985. година). У том периоду, појавио се у улози Хенрија Баскервила у Совјетској екранизацији Баскервилског пса.
Глумио је и у многим својим филмовима, укључујући: Свой среди чужих, чужой среди своих, Раба любви, Неоконченная пьеса для механического пианино и Утомлённые солнцем (Варљиво сунце).

### Међународни успјех
Комбинујући неколико кратких Чеховљевих прича, 1987. године режира филм Очи чёрные, у коме глуми Марчело Мастројани као старац који прича причу о романси коју је имао када је био млађи, о жени коју никад није могао да заборави. Филм је доживио успјех и био је хваљен, а Мастројани је добио награду за најбољег глумца на Канском филмском фестивалу и номинован је за Оскара за своју улогу.
Михалков сљедећи филм Урга (1992. година), смјештен је у мало познати свијет Монгола који живе на граници Русије и Кине, освојио је Златног лава на Филмском фестивалу у Венецији и био је номинован за Оскара за најбољи страни филм. Михалков филм Анна: от 6 до 18 (1993. година) документује одрастање његове кћерке Ане, од дјетињства до зрелости.
Михалков најпознатији филм до данас Утомлённые солнцем (Варљиво сунце) из 1994. године, обрађује напету атмосферу за вријеме Стаљинових чистки. Филм је добио Главну награду на Канском фестивалу и Оскара за најбољи страни филм, као и још других награда. До 2000. године, Варљиво сунце је био филм са највећом зарадом који је снимљен у источној Европи.
У мају 2016. године добио је орден Светог деспота Стефана Лазаревића од Српске православне цркве.

### Каријера
Михалков је искористио добре критике и финансијски тријумф филма Варљиво сунце, да склопи буџет од 25 милиона долара за свој епски подухват, филм Сибирски берберин (Сибирский цирюльник) из 1998. године. У овом филму, који је отворио Кански филмски фестивал 1998. године, у главним улогама се појављују Џулија Ормонд и Олег Мењшиков (чест глумац у Михалковим филмовима), док се редитељ појављује у улози цара Александра Трећег.
Филм је освојио Руску државну награду и проширио је трачеве о Михалковим предсједничким амбицијама. Режисер је, напротив, одабрао да управља руском филмског индустријом. Упркос великој опозицији од стране ривалских режисера, изабран је за предсједника Руског друштва кинематографа и руководи Московским филмским фестивалом од 2000. године. Установио је и награду Руске академије Златни орао, као супротност Ника награди.
Године 2005. Михалков је наставио своју глумачку каријеру, глумећи у три нова филма: Статский советник, Жмурки, Persona non grata. Сљедеће године глумио је у филму Мне не больно.
Године 2007. режира филм „12“, који је 2008. године добио награду публике на фестивалу у Карловим Варима, а исте године је био номинован за награду Оскар, у категорији филм године ван енглеског говорног подручја, док је 2007. године био номинован за Златног лава на Венецијанском филмском фестивалу.
Наставак филма „Варљиво сунце“, „Егзодус: Варљиво сунце 2“ (Утомлённые солнцем 2: Предстояние), режира 2010. године. Од самог појављивања филм изазива значајне реакције филмске и друштвене јавности, а на западу га критичари прозивају пропутиновским и простаљиновским филмом.
Посетио је Београд где је 3. октобра 2014. у Сава центру била светска премијера његовог филма Сунчаница.

### Приватни живот
Михалков приватни живот шаролик је као и његова филмска каријера.
Његова прва жена била је славна руска глумица Анастасија Вертинскаја, којом се оженио 6. марта 1967. године. Из овог брака има сина Степана Михалкова, рођеног септембра 1966. године.
Са својом другом женом, бившом манекенком Татјаном има сина Артема (рођеног децембра 1975. године) и кћерке Ану (рођена 1974. године) и Нађу (рођену септембра 1986. године).